# Palaeorhiza tricolor
Palaeorhiza tricolor är en biart som beskrevs av Hirashima 1988. Palaeorhiza tricolor ingår i släktet Palaeorhiza och familjen korttungebin. Inga underarter finns listade i Catalogue of Life.